# Cronobacter sakazakii
Cronobacter sakazakii, som före 2007 fick namnet Enterobacter sakazakii är en opportunistisk gramnegativ, stavformad, patogen bakterie som kan leva på mycket torra platser, annars känd som nolltolerant. C. sakazakii använder ett antal gener för att överleva uttorkning och denna nolltolerans kan vara stamspecifik. Majoriteten av C. sakazakii-fallen är vuxna individer men prematura nyfödda och äldre spädbarn med låg födelsevikt löper störst risk. Patogenen är en sällsynt orsak till invasiv infektion hos spädbarn, med historiskt höga dödlighetstal (40–80 procent).
Hos spädbarn kan det orsaka bakteriemi, meningit och nekrotiserande enterokolit. De flesta fall av neonatala C. Sakazakii-infektioner har förknippats med användning av modersmjölksersättning i pulverform med vissa stammar som kan överleva i uttorkat tillstånd i mer än två år. Emellertid har inte alla fall kopplats till förorenad modersmjölksersättning. I november 2011 återkallades flera försändelser av Kotex-tamponger på grund av en Cronobacter-kontamination (E. sakazakii). I en studie hittades patogenen i 12 procent av fältgrönsakerna och 13 procent av hydroponiska grönsaker.
Alla Cronobacter-arter, förutom C. condimenti, har retrospektivt kopplats till kliniska fall av infektion hos antingen vuxna eller spädbarn. Men multilocus-sekvenstypning har visat att majoriteten av neonatala meningitfall under de senaste 30 åren, i 6 länder, har sammanfallit med endast en genetisk härstamning av arten Cronobacter sakazakii som kallas 'Sequence Type 4' eller 'ST4', och därför tycks denna klon vara det största problemet med spädbarnsinfektioner.
Bakterien är allestädes närvarande, isolerad från en rad miljöer och livsmedel, men majoriteten av Cronobacter-fallen förekommer i den vuxna befolkningen. Det är dock föreningen med inneboende eller yttre förorenad pulverformel som har väckt den största uppmärksamheten. Enligt multilocus-sekvensanalys (MLSA) uppstod släktet ca 40 MYA, och den mest kliniskt signifikanta arten, C. sakazakii, var urskiljbar ca 15-23 MYA.

## Taxonomi
E. sakazakii definierades som en art 1980 av J. J. Farmer III et al. DNA-DNA-hybridisering visade att E. sakazakii var 53–54 procent besläktad med arter i två olika släkten, Enterobacter och Citrobacter. Men olika biogrupper inom E. sakazakii beskrevs och Farmer et al föreslog att dessa kan representera olika arter och krävde ytterligare forskning för klargörande.
Det taxonomiska förhållandet mellan E. sakazakii-stammar har studerats med användning av fullängds 16S rRNA-gensekvensering, DNA-DNA-hybridisering, multilokussekvenstypning (MLST), f-AFLP, automatiserad ribotypning. Detta resulterade i klassificeringen av E. sakazakii som ett nytt släkte, Cronobacter inom Enterobacteriaceae, som initialt omfattade fyra namngivna arter 2007. Taxonomien utökades till fem namngivna arter 2008, och 2011 till sju namngivna arter.
De första fyra namngivna arterna 2007 var Cronobacter sakazakii (som omfattar två underarter), C. turicensis, C. muytjensii och C. dublinensis (som omfattar tre underarter) plus en icke namngiven art som kallas Cronobacter genomospecies I. Taxonomien reviderades 2008 till inkluderar en femte namngiven art C. malonaticus, som 2007 hade betraktats som en underart av C. sakazakii. År 2012 döptes Cronobacter genomospecies I formellt om till Cronobacter universalis, och en sjunde art beskrevs kallad Cronobacter condimenti. 

## Etymologi
Den första dokumenterade isoleringen av vad som skulle bli känt som Cronobacter sakazakii var från en burk torkad mjölk 1950, även om dessa organismer sannolikt har funnits i miljontals år. År 1980 föreslog John J. Farmer III namnet Enterobacter sakazakii för vad som hade varit känt som "gulpigmenterad E. cloacae", för att hedra den japanska bakteriologen Riichi Sakazaki. Under de kommande decennierna var E. sakazakii inblandad i mängder av fall av hjärnhinneinflammation och sepsis bland spädbarn, ofta i samband med modersmjölksersättning i pulverform. År 2007 skapades släktet Cronobacter för att hysa biogrupperna av E. sakazakii, med C. sakazakii som typart. Släktet fick sitt namn efter Kronos, den grekiska mytens titan, som slukade sina barn när de föddes.